# Wincenty Kałuski
Wincenty Kałuski h. Rogala (ur. 5 kwietnia 1885 w Korolówce, zm. 1940 w Kijowie) – doktor praw, urzędnik, major piechoty Wojska Polskiego, ofiara zbrodni katyńskiej.

## Życiorys
Syn Stanisława i Joanny z Obodzińskich. Ukończył Państwowe Gimnazjum w Buczaczu zdając maturę z odznaczeniem. Absolwent studiów na Wydziale Prawa Uniwersytetu Franciszkańskiego we Lwowie. Uzyskał stopień doktora praw w 1912. Odbył służbę wojskową w c. i k. armii, służył we Lwowie, uzyskał stopień starszego sierżanta aspiranta oficerskiego. Po wybuchu I wojny światowej w 1914 został powołany do 36 pułku piechoty k.k. Landwehry. Walczył na froncie wschodnim, od 1915 na froncie południowym, gdzie w październiku 1918 trafił do niewoli. Na przełomie 1918/1919 wstąpił do Armii Polskiej we Włoszech, po czym trafił do Armii Polskiej we Francji.
W maju 1919 powrócił do Polski. Latem tego roku uczestniczył w odsieczy Lwowa podczas wojny polsko-ukraińskiej. Później uczestniczył w wyzwalaniu Podola. 2 stycznia 1920 został zdemobilizowany. W lipcu 1920 został awansowany do stopnia majora ze starszeństwem z dniem 1 czerwca 1919. Następnie pracował w administracji. Został kierownikiem wydziału urzędów wojewódzkich w Białymstoku i Kielcach. Od 1934 do 1939 został inspektorem ministerialnym w Ministerstwie Spraw Wewnętrznych (1918–1939). Publikował prace z zakresu prawa administracyjnego.
Jego żoną była Ludwika Gantelau, którą poznał we Francji w 1919. Zamieszkiwał przy Alei Wojska Polskiego w Warszawie 30/3.
Po wybuchu II wojny światowej prowadził akcję przewożenia akt z Warszawy w kierunku wschodnim. 17 września 1939 wraz z rodziną dojechał do miejscowości Józefin k. Kiwerc. Po agresji ZSRR na Polskę z 17 września 1939 na terenach wschodnich II Rzeczypospolitej został aresztowany przez sowietów. Był przetrzymywany w więzieniu w Łucku, skąd do końca kwietnia nadsyłał listy do żony. Następnie został przewieziony do więzienia przy ulicy Karolenkiwskiej 17 w Kijowie. Tam został prawdopodobnie zamordowany przez NKWD na wiosnę 1940. Jego nazwisko znalazło się na tzw. Ukraińskiej Liście Katyńskiej opublikowanej w 1994 (został wymieniony na liście wywózkowej 43/2-39 oznaczony numerem 1211). Został pochowany na otwartym w 2012 Polskim Cmentarzu Wojennym w Kijowie-Bykowni.

## Publikacje
- Prawo łowieckie: z dołączeniem tekstów obowiązujących rozporządzeń (1928)
- Postępowanie administracyjne: podręcznik systematyczny z dołączeniem tekstu obowiązującego rozporządzenia oraz wzorów podań i załatwień (1929)
- Postępowanie przymusowe w administracji (egzekucja administracyjna): podręcznik systematyczny z dołączeniem tekstów obowiązujących przepisów (1932)

## Ordery i odznaczenia
- Krzyż Oficerski Orderu Odrodzenia Polski (27 listopada 1929)[2]
- Krzyż Walecznych
- Złoty Krzyż Zasługi (10 listopada 1933)[3]
- Medal Pamiątkowy za Wojnę 1918–1921
- Medal Dziesięciolecia Odzyskanej Niepodległości
- Krzyż Wojskowy Karola z Mieczami (Austro-Węgry)
- Srebrny Medal Waleczności II klasy (Austro-Węgry)
- Brązowy Medal Zasługi Wojskowej Signum Laudis z Mieczami (Austro-Węgry)
- Medal Rannych (Austro-Węgry)
- Krzyż Pamiątkowy Mobilizacji 1912–1913 (Austro-Węgry)